# Kauã Elias
Kauã Elias Nogueira (ur. 28 marca 2006 w Uberlândii) – brazylijski piłkarz występujący na pozycji napastnika, od 2025 roku zawodnik ukraińskiego Szachtara Donieck.